# グラス・ハウス
『グラス・ハウス』（原題:Glass Houses）は、ビリー・ジョエルが1980年に発表したアルバム。通算7作目。全米アルバム・チャートで6週連続1位。ビリーにとって2作目の1位獲得アルバムとなった。

## 解説
アルバム・ジャケットで石を持ったビリーが狙っている家は、ビリーが一時所有していた邸宅。多くのゲスト・プレイヤーを起用した前作とは対照的に、レギュラー・バンドによる演奏を前面に出しており、ロック色の強い内容となった。
イギリスでは「レイナ」が第1弾シングルとなり、全英40位に達した。本国アメリカでも、当初は「レイナ」が第1弾シングルとなる予定だったが、「ガラスのニューヨーク」に変更され、全米7位に達する。第2弾シングル「ロックンロールが最高さ」はビリーにとって初の全米シングル・チャート1位獲得を果たした。他に「ドント・アスク・ミー・ホワイ」（全米19位）、「真夜中のラブコール」（全米36位）といったシングル・ヒットも生んだ。
グラミー賞の男性ロック・ボーカル部門を受賞。

## 収録曲
全曲ビリー・ジョエル作。
Side 1
1. ガラスのニューヨーク - "You May Be Right" - 4:15
2. 真夜中のラブコール - "Sometimes a Fantasy" - 3:39
3. ドント・アスク・ミー・ホワイ - "Don't Ask Me Why" - 2:59
4. ロックンロールが最高さ - "It's Still Rock and Roll to Me" - 2:57
5. レイナ - "All for Leyna" - 4:14

Side 2
1. 孤独のマンハッタン - "I Don't Want to Be Alone" - 3:57
2. チャンスに賭けろ - "Sleeping With the Television On" - 3:02
3. 愛の面影 (セテ・トワ) - "C'Était Toi (You Were the One)" - 3:25
4. ボーダーライン - "Close to the Borderline" - 3:47
5. ロング・ナイト - "Through the Long Night" - 2:44

## カヴァー
- 「ガラスのニューヨーク」（You May Be Right）
  - ガース・ブルックスがライヴで取り上げ、ライヴ・ビデオ『This Is Garth Brooks』（1992年）にも収録された[5]。
  - 桑田佳祐が嘉門雄三名義で発表した『嘉門雄三 & VICTOR WHEELS LIVE!』の中で取り上げられている。（このアルバムの中では同じくビリーの代表曲である「Say Good-bye To Hollywood」も取り上げられている）

## 参加ミュージシャン
- ビリー・ジョエル - ボーカル、ピアノ、シンセサイザー、ハーモニカ、アコーディオン
- ダグ・ステッグマイヤー - ベース
- リバティ・デヴィート - ドラムス、パーカッション
- デヴィッド・ブラウン - リードギター
- ラッセル・ジェイヴァース - リズムギター
- リッチー・カナータ - サックス、フルート、オルガン